# Irmgard von Kleve
Irmgard von Kleve († 20. April 1319), auch Irmgard die Schöne genannt, war eine Regentin der Grafschaft Berg und die Frau von Graf Wilhelm I. von Berg. Die Ehe blieb ohne Kinder.
Irmgard war eine Tochter des Grafen Dietrich VI. von Dinslaken (1245–1275), der von 1260 bis 1275 Graf von Kleve war.

## Geschwister
- Dietrich (* 1258, † 1283/85), Propst in Xanten
- Dietrich VI., Graf von Kleve (* 1256/57, † 28. September 1305)
- Dietrich Luf II., Graf von Hülchrath († 1309)
- Agnes († 1312), Nonne in Bedburg